# 홍천 장남리 삼층석탑
장남리 삼층석탑(長南里 三層石塔)은 대한민국 강원특별자치도 홍천군 두촌면 장남리에 있는 고려시대의 삼층석탑이다. 1984년 6월 2일 강원특별자치도의 문화재자료 제13호로 지정되었다.

## 개요
주변에 흩어져 있던 석탑의 각 부분들을 수습하여 쌓아 올린 것으로, 땅 위에 막돌과 길다란 돌 2개를 깔아 바닥돌을 삼고, 그 위에 아래층 기단(基壇) , 위층 기단, 탑신(塔身)의 1층 몸돌, 지붕돌 3개를 순서대로 올려 놓았다.
아래층 기단의 각 면에는 2개씩의 안상(眼象)을 새겨 놓았고, 위층 기단에는 기둥 모양을 조각하였다. 두툼한 지붕돌은 네 귀퉁이가 위로 뾰족하게 치켜 올라갔으며, 밑면에는 2단의 받침을 두었다.
고려시대 후기의 작품으로 추정된다.

## 참고 자료
- 홍천 장남리 삼층석탑 - 국가유산청 국가유산포털